# Anataz

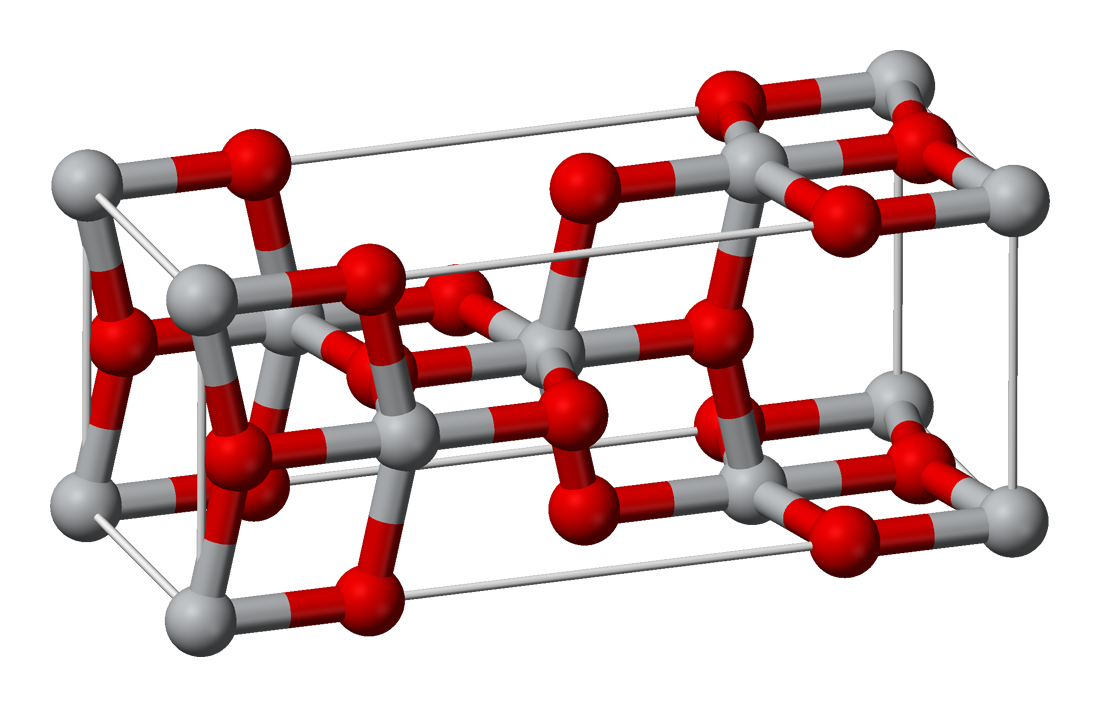
struktura anatazu

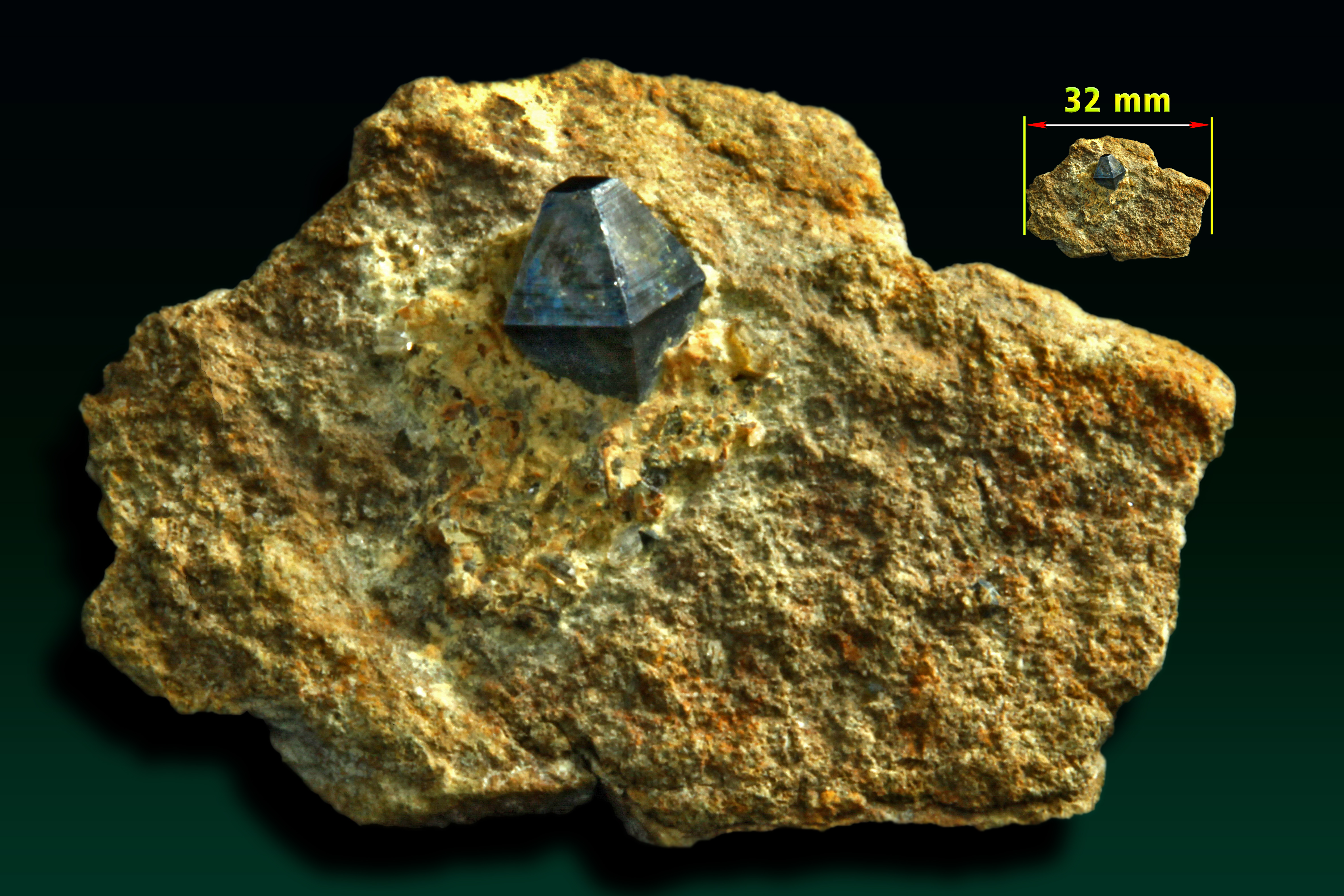
Anataz - Kharan Mountain, Balochistan, Pakistan.

Anataz (Oktaedryt) – minerał, odmiana polimorficzna dwutlenku tytanu. Według ustaleń Louisa Nicolasa Vauquelina jego właściwości są analogiczne do rutylu. Pierwszy raz o tym minerale pisano w roku 1738. Nazwa wywodzi się z greckiego słowa anatasis, oznaczającego wydłużenie (rozciągnięcie), co nawiązuje do pokroju minerału.

## Właściwości
Parametry komórki elementarnej:

a = 0,37852 nm

b = 0,37852 nm

c = 0,95139 nm
Krystalizuje w układzie tetragonalnym. Tworzy kryształy ostro zakończone o postaci podwójnej piramidy tetragonalnej, lub dwuścianem podstawowym. Tworzy kryształy narosłe, rzadko wrosłe. Czasami występuje w postaci ośmiościanu (oktaedru). Rzadziej ma pokrój słupkowy lub tabliczkowy. Często zbliźniaczone. Sporadycznie wykazuje podłużne prążkowanie na ścianach kryształów. Niekiedy tworzy skupienia ziarniste. Jest jedną z trzech odmian polimorficznych dwutlenku tytanu obok rutylu i brukitu. Jest kruchy, przezroczysty, przeświecający do nieprzezroczystego. Ciemno zabarwione kryształy wykazują pleochroizm o barwach: żółtobrązowej, zielononiebieskiej, brązowej. Nierozpuszczalny w kwasach i nietopliwy.

## Występowanie
Powszechnie występuje jako składniki skał magmowych, metamorficznych, osadowych i okruchowych. Spotykany w żyłach typu alpejskiego, gnejsach, łupkach metamorficznych, łupkach chlorytowych, jako minerał akcesoryczny w niektórych granitach, pegmatytach i bogatych w tytan skałach zasadowych. karbonatytach, iłach, piaskowcach. Bywa pospolitym składnikiem utworów aluwialnych. Tworzy się z roztworów hydrotermalnych obok kryształu górskiego i adularu. Niekiedy jest produktem przeobrażenia innych minerałów zawierających tytan. Występuje niemal wyłącznie w formie małych, rozproszonych kryształów. Towarzyszą mu brookit, rutyl, tytanit, ilmenit, albit, kryształ górski, epidot, kwarc, skaleń, hematyt, piryt, klinochlor, adular, magnetyt, kalcyt i chloryt.

## Miejsca występowania
Na świecie: Jest minerałem rzadkim. Występuje w: Szwajcarii – w masywie St.Gothard i Francji – Bourg d'Oisans – połyskujące żółte kryształy, Austrii, Włoszech, Czechach, Wielkiej Brytanii, Norwegii – ciemnoniebieski anataz, Rosji – Ural; USA – Kolorado, Massachusetts; Brazylii – Minas Gerais i RPA. Okazy z Brazylii, Kanady, RPA i Rosji występują w piaskach i żwirach diamentowo- i złotonośnych. 
W Polsce: występuje w Sudetach, stwierdzony w granitach Karkonoszy (Karpacz) i okolicach Jegłowej k. Strzelina, okolicach Jeleniej Góry i Kowar oraz w wierceniach w rejonie Suwałk. 

## Zastosowanie
- Jest wykorzystywany do produkcji głównie bieli tytanowej;
- do pozyskiwania tytanu;
- ma znaczenie naukowe;
- stanowi poszukiwany kamień kolekcjonerski;
- bywa używany jako kamień jubilerski (najbardziej cenione są okazy barwy niebieskiej i lawendowoniebieskiej);